# Ciuppìn
El ciuppìn o ciupìn és una sopa de peix tradicional de la Ligúria, especialment de la zona compresa entre Lavagna, Chiavari i Sestri. A San Francisco la menja rep el nom de cioppino.

## Història
El ciuppìn era originàriament preparat pels pescadors lígurs a les seves barques, utilitzant els peixos de rebuig, i per tant invendibles. A finals del segle XIX, els immigrants genovesos que vivien al barri de North Beach de San Francisco demanaven menjar a altres pescadors quan no aconseguien pescar res després de sortir a pescar des del moll de Meiggs Wharf. Aquells que cedia el peix pescat esperaven, a canvi, rebre el mateix tracte si algun dia es trobaven amb les mans buides. Amb el temps, el cioppino esdevingué una especialitat dels restaurants italians de San Francisco. El primer document imprès que descriu el plat és un volum de The San Francisco Call publicat el 1901, on es parla del "chespini". El mot cioppino com a referència al plat aparegué després a The Refugee's Cookbook del 1906, un receptari per als desplaçats afectats pel gran terratrèmol d'aquell any.
A Itàlia, el ciuppìn és reconegut com a Prodotto Agroalimentare Tradizionale (PAT) de la Ligúria.

## Descripció
La recepta original italiana del ciuppìn es prepara amb productes de la mar variats, com escórpores, bruixes, rap, congre, sèpies i crustacis. Tot plegat s'aromatitza amb tomàquets, cebes, all, vi i julivert picat. El plat es serveix generalment amb pa torrat.
En la seva versió de San Francisco, el cioppino és un estofat de peix amb salsa de tomàquet elaborat amb la pesca del dia, com crancs Dungeness, cloïsses, gambes, vieires, musclos, calamars i peixos de l’oceà Pacífic. Tot s’amaneix amb tomàquets frescos i una salsa de vi. El cioppino pot acompanyar-se de pa torrat, ja sigui de massa mare o una baguette. Durant la preparació, el marisc es cou en el brou i es serveix encara amb closca.

## Plats similars
El ciuppìn comparteix les seves arrels amb altres plats semblants de la cuina italiana a base de peix, com el cacciucco toscà i el brodetto di pesce abruzzès. Altres plats similars a la recepta de San Francisco es troben a les regions costaneres de tot el Mediterrani, com les de Portugal i Grècia. També són plats afins el suquet de peix i la bullabessa. Una variant del cioppino americà és el lazy man’s cioppino ("cioppino del gandul"), enquè les closques del marisc es serveixen ja pelades.